# 格林班克天文台
格林班克天文台（英語：Green Bank Observatory）是一家私立天文台，2016年十月从美国国家射电天文台中独立，负责格林班克望远镜的运营。